# پاوا والا
پاوا والا (به انگلیسی: Pawawala) یک روستا در پاکستان است که در پنجاب واقع شده‌است. پاوا والا ۱۳۴ متر بالاتر از سطح دریا واقع شده‌است.